# 사직야구장
사직야구장(社稷野球場, Sajik Baseball Stadium)은 대한민국 부산광역시 동래구 사직동에 있는 야구장으로, 구덕야구장을 대신하여 1986년부터 한국 프로 야구 롯데 자이언츠의 홈구장으로 이용되고 있다. 부산광역시체육시설관리사업소가 소유하고 관리하였으나 2008년부터 5년간은 롯데 자이언츠 구단에 관리를 위탁하였다.

## 개요
대한민국 부산광역시 동래구 사직동에 있는 야구장으로 1985년 10월에 완공되었으며 27,500석의 관람석이 있다. 구장 크기는 좌·우 펜스까지 95m, 중앙 펜스까지 118m이고, 펜스 높이가 펜스 상단 철망을 포함해서 4.8m다. 외형은 일본의 요코하마 스타디움을 모델로 하였다. 본래는 야구는 물론 축구나 럭비 등 다양한 종목의 경기가 함께 열릴 수 있는 다용도 종합경기장으로 지어졌다. 그래서 내야 관중석은 가변식이었으나, 지금은 야구 경기만 치르고 있어 내야석을 이동할 일은 없다. 외야 중앙 쪽에는 가로 33m, 세로 11m의 2개의 분리형 전광판이 설치되어 있었으며 이후 교체되었다.
2006년 인조잔디를 천연잔디로 교체하였으며 덕아웃을 반지하 형태로 개조하였다.
2009년 9월 18일에는 시즌 최다 관중인 1,380,018명을 기록하여 2008년 9월 21일의 시즌 관중인 1,326,213명을 경신하면서 1995년 이래 13년간 이어져온 단일 구장의 최다 관중기록을 2시즌 연속 경신하였다.
2008년 인천SSG랜더스필드에 이어 국내에서는 두번째로 띠전광판을 신설하였다.
2009년 시즌부터는 외야석을 제외한 전 좌석이 지정석으로 바뀌면서 그간 논란이 많았던 신문지나 테이프 등으로 관람석을 선점하는 문제는 많이 사라졌다.
2014년 시즌전에는 대대적인 보수공사를 했다. 가장 큰 공사는 전광판이 가로 35m, 세로 15m의 메이저 리그 28개 구장이 쓰는 FHD전광판으로 교체 및 불펜의 이전, 펜스 역시 KBO가 개발한 안전 펜스로 바뀌었으며 이 공사로 좌석은 27,500석으로 줄어들었다.
2016년에는 구단측에서 조명탑 교체비용을 부담하는 대신에 구장명에 구단명을 사용하기로 부산광역시와 협의, 구장명이 부산 롯데 스타디움으로 변경될 예정이었으나 최종 무산되었다. 사직구장의 흙을 모두 교체하고 국내 야구단 최초로 LED조명을 설치하였다. 또 외야 좌측에 글램핑존을 신설, 좌석이 26,800석으로 줄어들었다.
2018년에는 구장 내 클럽하우스 보수 공사를 실시, 기존의 라커룸을 메이저리그식 원형 라커룸으로 재단장하였으며 실내 웨이트 트레이닝장 또한 보다 최신식 시설로 바꾸었다. 선수단 식당과 코치실, 감독실 등 내부 구조도 변경되었다. 그 외에 외야 좌석의 전면적인 교체를 실시하였다.
2019년 7월 1루 및 3루 덕아웃 난간을 높이는 공사를 실시했다.
2021년 원정팀 클럽하우스 개보수 및 샤워시설, 실내연습장, 투수 대기실 신설 등의 전반적인 구장 내부 개선 작업을 실시한다. 또한 구장 백스톱 거리를 기존의 21.68m에서 본래 규정인 18m까지 약 3m가량 당기는 공사를 진행하였다. 외야 펜스도 담장 상부에 설치되어있는 기존의 철제 기둥을 철거하고 바둑판 형태의 철제 그물로 새롭게 교체하였다.
2020 도쿄 올림픽으로 인해 리그가 중단되는 올림픽 브레이크 기간 동안 롯데 자이언츠 구단과 부산체육시설관리사업소측이 합심하여 구장 내 중계부스를 전면적으로 개보수하기로 결정했다. 기존의 중계부스 6개와 복도, 중계스태프 대기실을 전면 철거한 후 해당 위치에 가건물을 새롭게 세워 중계부스를 새롭게 구성하였다.
2022년 홈플레이트와 백스톱 간의 간격을 관중석 쪽으로 2.884m 당기고, 덕아웃도 홈플레이트 쪽으로 1.5m 당기는 공사를 실시했다. 기존의 낡고 비좁은 덕아웃의 공간을 넓히는 작업이 이루어졌으며 덕아웃 옆에 위치해 있었던 익사이팅 존을 없애고 불펜 투수들이 몸을 푸는 불펜을 그 자리에 새롭게 신설했다. 또한 외야 펜스 역시 4.8m에서 6m로 대폭 높아진다. 펜스 거리도 좌,우측 펜스는 기존 95m에서 95.8m로, 중앙 펜스는 기존 118m에서 121m로 늘어났다.

## 특이 사항

### 전지훈련
롯데 자이언츠가 1986년과 1991년과 2021년, 삼성 라이온즈가 1987년 이곳에서 전지훈련을 치렀다.

### 올스타전 개최
1987년, 1989년, 1991년, 1993년, 1995년, 2004년, 2007년 한국프로야구 올스타전이 사직야구장에서 개최되었다.

### 아시아 시리즈 개최
2012년 아시아 시리즈가 주최국 자격으로 개최되었다.

### 아시안 게임 개최
2002년 아시안 게임 야구 종목이 이곳에서 개최되었다.

### 장외 홈런
2007년 4월 21일에 롯데 1루수 이대호가 현대 투수 정민태를 상대로 경기장 좌측 외벽을 넘기는 대형 홈런을 쳐 사직야구장 개장 이래 첫 장외 홈런의 주인공이 되었다. (공식 비거리 : 150m)
그리고 2010년 8월 20일에도 이대호가 두산 투수 홍상삼을 상대로 경기장 좌측 외벽을 넘기는 사직야구장 2번째 장외 홈런을 쳤다. (공식 비거리 : 145m) 특히, 이 홈런은 이대호 자신의 시즌 40호 홈런이었다.
2011년 6월 4일에 LG 트윈스 포수 조인성이 세 번째 장외 홈런을 쳤는데 이는 원정팀 첫 장외 홈런이기도 하다.
2014년 8월 6일에 롯데 3루수 황재균은 NC 투수 노성호를 상대로 비거리 140m짜리 장외홈런을 치면서 역대 4번째 사직구장 장외홈런을 기록하였다.
2015년 5월 14일에 롯데 지명타자 최준석은 넥센 투수 앤디 밴 헤켄를 상대로 비거리 140m짜리 역대 5번째 사직구장 장외홈런을 기록하였다. 최준석의 이 홈런은 전날 경기에서의 끝내기 홈런에 이어 연타석 홈런으로 기록 되었으며 전날 경기의 끝내기 홈런도 장외 홈런으로 기록될 뻔 했었다.
2015년 6월 10일에 KT 1루수 댄 블랙은 롯데 투수 이성민을 상대로 경기장 우측 외벽을 넘기는 비거리 140m짜리 역대 6번째 사직구장 장외홈런을 기록하였다. 댄블랙의 장외 홈런은 2011년 6월 LG 시절 포수 조인성 이후 4년만에 원정팀 2번째 장외 홈런이자 외국인 타자 최초의 장외 홈런이고 좌타자로는 최초의 장외 홈런이자 스위치 타자로서는 처음 기록한 장외홈런이다.
2015년 6월 23일에 삼성 라이온즈 지명타자 이승엽은 롯데 투수 조현우를 상대로 경기장 우측 외벽을 넘기는 비거리 140m짜리 역대 7번째 사직구장 장외홈런을 기록하였다. 이승엽은 좌타자로서 2번째 장외홈런이고 원정팀 3번째 장외홈런이자 자신의 시즌 14호 홈런을 쳤다.
2016년 5월 20일에 두산 좌익수 김재환은 롯데 투수 차재용을 상대로 경기장 우측 외벽을 넘기는 비거리 140m짜리 역대 8번째 사직구장 장외홈런을 기록하였다. 김재환은 좌타자로서 3번째 장외홈런이고 원정팀 3번째 장외홈런이자 자신의 시즌 14호 홈런을 쳤다.
2022년 6월 1일에 롯데 중견수 DJ 피터스는 LG 투수 아담 플럿코를 상대로 경기장 좌측 외벽을 넘기는 비거리 130m짜리 역대 9번째 사직구장 장외홈런을 기록하였다.
2024년 5월 23일에 롯데 포수 유강남은 KIA 투수 전상현을 상대로 경기장 좌측 외벽을 넘기는 비거리 135km짜리 역대 10번째 사직구장 장외홈런을 기록하였다.

### 영구 결번
2011년 9월 30일 롯데 자이언츠는 투수 최동원을 추모하기 위해 1984년 한국시리즈 1차전 경기 일이었던 9월 30일을 최동원의 날로 정하고 그의 등번호 11번을 영구 결번으로 지정하여 사직야구장 좌측 외야 펜스에 그의 등번호를 새겼다.

## 이모저모
- 2010년 4월 9일에 열린 한화 이글스와 롯데 자이언츠와의 경기에서 12회말 끝까지 갔다. 결과는 15대14로 한화 이글스의 승리였으나 서로 간의 대량 득점과 12회말 연장접전 끝까지 가는 바람에 결국 부산 사직야구장에서도 딱 밤 24시를 가리키는 일이 벌어졌다. 하지만 이미 서울종합운동장 야구장과 목동야구장보다 최장시간이 아닐 뿐만 아니라 이후에 광주무등경기장 야구장에서는 LG 트윈스-KIA 타이거즈와의 경기가 12회말까지 접전 끝에 13대13으로 비기면서 밤 24시 30분에 끝나는 최장시간이 발생했다.
- 2016년 9월 12일에 경주시에서 규모 5.8의 지진이 일어났는데 이는 21세기 중에서 한반도에 가장 큰 지진이 일어났다. 그리고 1주일 후 9월 19일에 또다시 경주시에서 규모 4.5의 지진이 발생하여 결국 부산광역시 야구장에서도 넥센 히어로즈와 롯데 자이언츠와의 경기 중, 지진 흔들리는 사건이 벌어졌다. 이는 9·15 대한민국 대규모 정전 사건 중 하나로 꼽히는 것처럼 부산 사직 야구장도 한반도 지진 중 하나로 꼽히는 구장이 되고 말았다.
- 2022년 8월 4일에 LG 트윈스와 롯데 자이언츠 경기에서 롯데 자이언츠가 3루와 홈 간의 실책 및 2루 주자가 3루로 가려는 찰나에 잡혔지만 이마저 송구가 다 빗나가고 말았다.[11]

### 롯데 자이언츠의 20득점의 승과 패의 경험
- 2010년 5월 11일에 SK 와이번스와 롯데 자이언츠와의 경기에서 SK 와이번스가 21:10이라는 대승을 거뒀다. 롯데는 첫 수모를 겪었다.
- 2011년 10월 4일에 한화 이글스와 롯데 자이언츠와의 경기에서는 반대로 롯데 자이언츠가 홈구장 사상 최초로 20점을 내면서 크게 승리했다.
- 2012년 4월 27일에 LG 트윈스와 롯데 자이언츠 경기에서는 20:8로 LG 트윈스가 원정 부산야구장에서 큰 승리를 거뒀고 롯데 자이언츠는 큰 패배를 하였다.
- 2014년 4월 11일에 롯데 자이언츠가 원정 광주기아챔피언스필드에서 KIA 타이거즈와의 대결에서 대거 20점을 얻는 결과가 나왔다.
- 2014년 5월 6일에 두산 베어스와 롯데 자이언츠의 경기에서 롯데 자이언츠가 10점을 두산 베어스에게 내주고도 홈구장에서 19점을 냈다.
- 2014년 5월 31일에 롯데 자이언츠가 원정 서울종합운동장 야구장에서 두산 베어스를 상대로 23점이라는 큰 점수를 냈다.
- 2015년 5월 22일에 LG 트윈스와 롯데 자이언츠와의 경기에서 LG 트윈스가 20:12로 큰 점수로 승리했다. 반면 롯데 자이언츠는 20점을 내주는 두 번의 큰 패배경험을 겪고 말았다.
- 2022년 7월 24일에 KIA 타이거즈와 롯데 자이언츠의 경기에서 KIA 타이거즈가 23:0으로 대승을 거두었다. 심지어는 롯데 자이언츠팬들은 KIA 타이거즈를 응원하는 상황까지 벌어진다.[12] 롯데 자이언츠는 KIA 타이거즈가 23점을 득점할동안 득점을 하지도 못했다. 23점차는 역대 KBO 리그 최다 점수차로 갱신되었다.

## 야구 이외 스포츠
본래 다목적 경기장으로 건설되었기 때문에 축구, 럭비, 미식축구 등의 구기 종목 개최가 가능하며 실제로 1980년대와 1990년대 초반까지 고교 축구, 대학 미식축구 등의 아마추어 경기가 자주 열렸다. 그리고 1988년 부산 연고의 K리그 클럽 대우 로얄즈가 현대 호랑이와의 4월 30일, 6월 5일K리그 정규리그 2경기를 사직구장에서 개최했고 그 외에 8월 13일 경기는 인조잔디 등의 이유로 럭키금성 황소가 수락하지 않아 동대문운동장으로 경기 장소를 변경하는 해프닝도 있었다. 이후 2002년 한·일 월드컵과 부산 아시안 게임을 개최하기 위해 인근에 부산아시아드주경기장이 신축되었고 2000년대에는 오로지 야구장으로만 사용되고 있다.

## 사진

내야 관중석
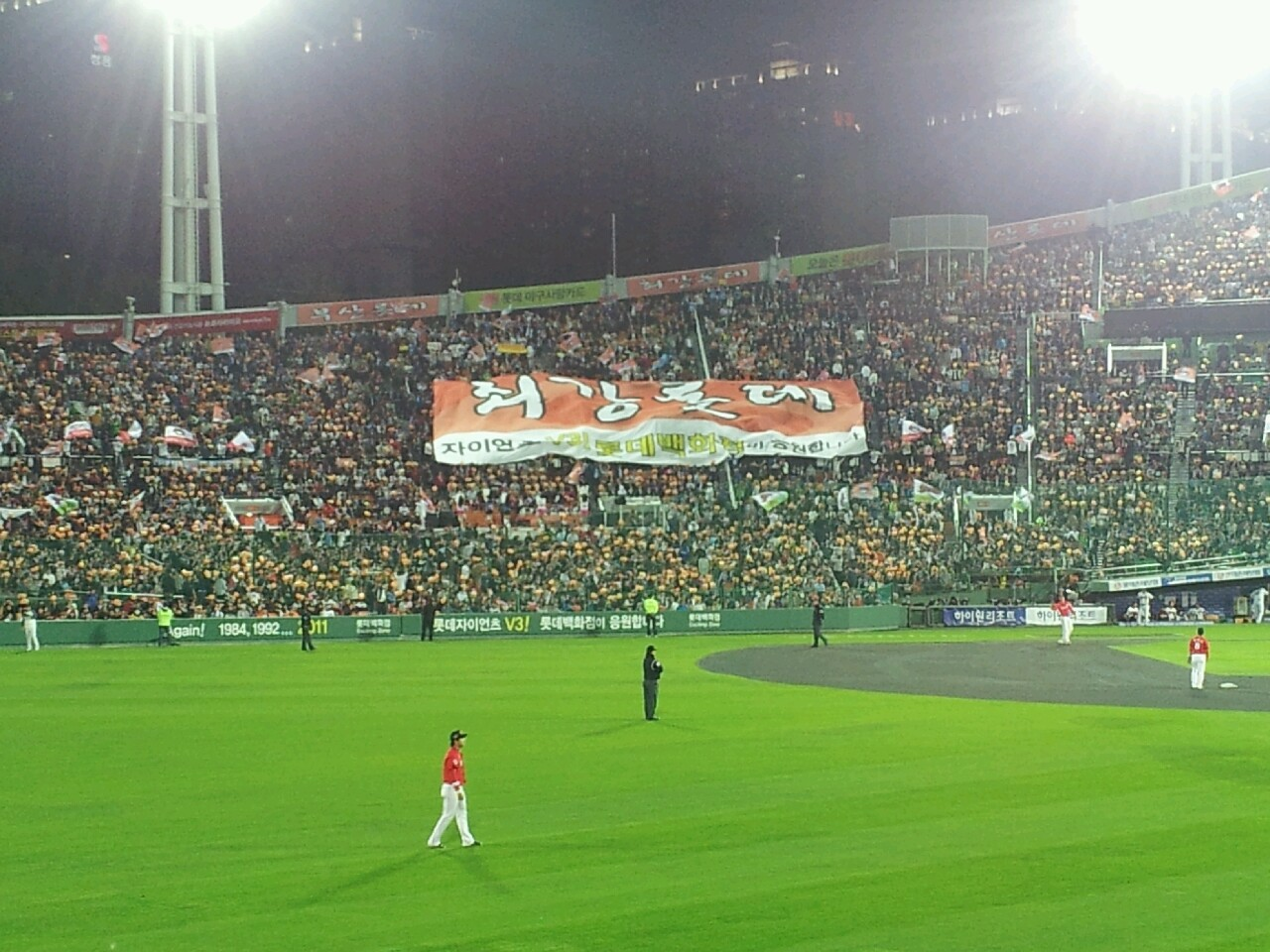
비닐 봉지 응원
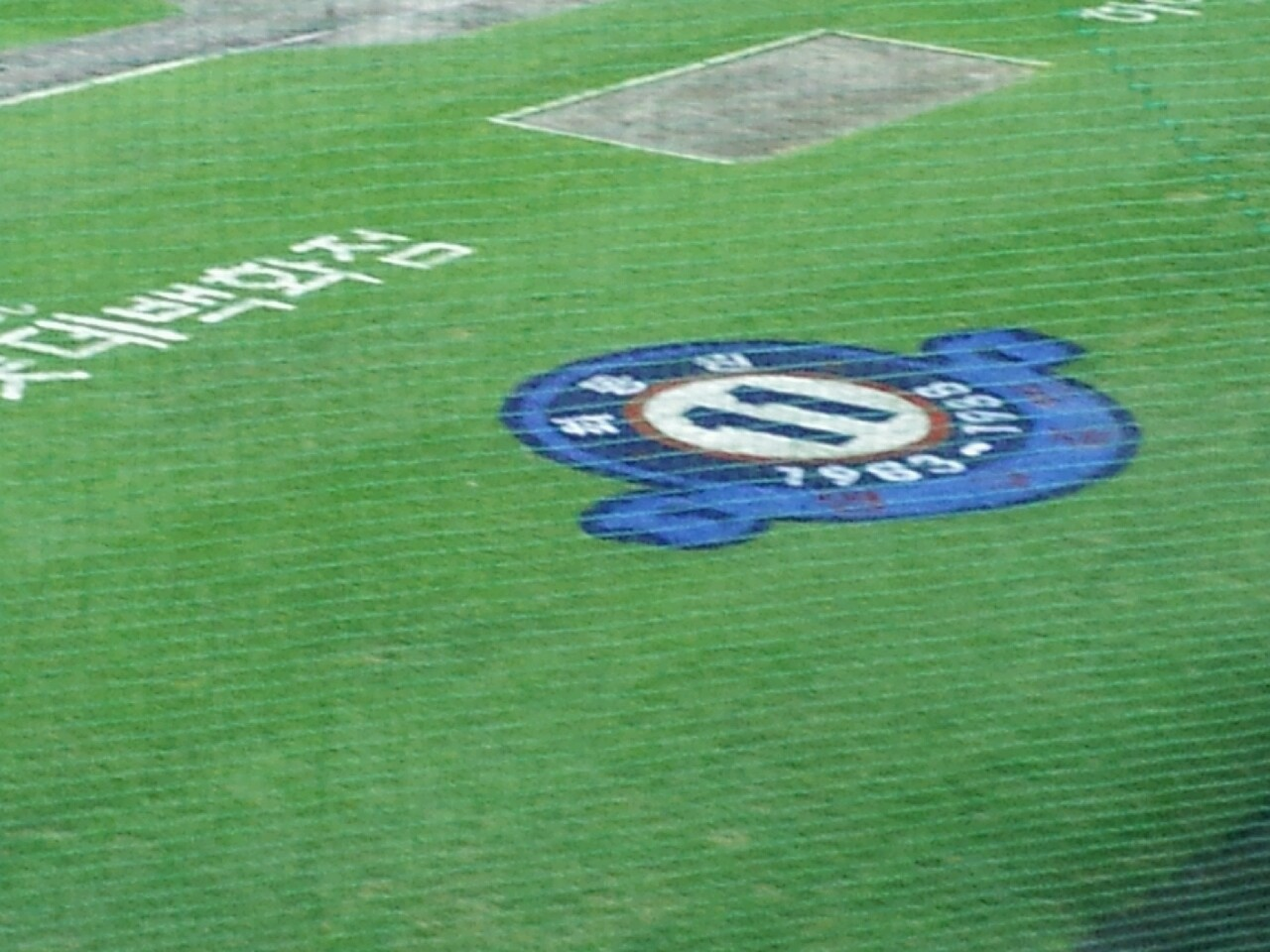
사직야구장 잔디에 새겨진 최동원 등번호